# エドウィン・ファンデンバーグ
エドウィン・ファンデンバーグ（Edwin J. Vandenberg、1918年9月13日 - 2005年）は、アメリカ合衆国の化学者である。ニュージャージー州パサイク郡出身。
アメリカの大恐慌の中、スティーブンス工科大学で機械工学を学び、1939年に卒業後、デラウェア州ウィルミントンの電力会社に企業研究員として入社した。ディック・ハーキュレス株式会社を1982年に退社したあと、アリゾナ州立大学に移籍した。主な業績はチーグラー・ナッタ触媒.の改良。

## 受賞
- 1981年 ACS高分子化学賞
- 1991年 ACS Award in Applied Polymer Science
- 1991年 ACS Rubber Division's Charles Goodyear Medal
- 1992年 ACS Polymer Division's Herman F. Mark Award
- 1994年 Society of Plastics Engineers International Award
- 2003年 プリーストリー賞[1]